# Autostrada RA4 (Włochy)
Autostrada RA4 (wł. Tangenziale di Reggio Calabria) – łącznik autostradowy w południowych Włoszech, w regionie Kalabria.
Trasa łączy dwie dzielnice miasta Reggio Calabria: Santa Caterina i Pellaro. Arteria jest długa 5,615 km.
Autostradą zarządza spółka "ANAS S.p.A.".